# Carrabassett Valley (Maine)
Carrabassett Valley es un pueblo ubicado en el condado de Franklin en el estado estadounidense de Maine. En el Censo de 2010 tenía una población de 781 habitantes y una densidad poblacional de 3,89 personas por km².

## Geografía
Carrabassett Valley se encuentra ubicado en las coordenadas 45°3′52″N 70°16′22″O / 45.06444, -70.27278. Según la Oficina del Censo de los Estados Unidos, Carrabassett Valley tiene una superficie total de 201.02 km², de la cual 200.67 km² corresponden a tierra firme y (0.18%) 0.35 km² es agua.

## Demografía
Según el censo de 2010, había 781 personas residiendo en Carrabassett Valley. La densidad de población era de 3,89 hab./km². De los 781 habitantes, Carrabassett Valley estaba compuesto por el 98.08% blancos, el 0% eran afroamericanos, el 0.13% eran amerindios, el 0.51% eran asiáticos, el 0% eran isleños del Pacífico, el 0% eran de otras razas y el 1.28% pertenecían a dos o más razas. Del total de la población el 0.51% eran hispanos o latinos de cualquier raza.